# لويس إنريكي (ملحن)
لويس إنريكي (بالإسبانية: Luis Enrique) هو ملحن ومغني نيكاراغوي، ولد في 28 سبتمبر 1962 في نيكاراغوا.

## وصلات خارجية
- لويس إنريكي على موقع ميوزك برينز (الإنجليزية)
- لويس إنريكي على موقع قاعدة بيانات برودواي على الإنترنت (الإنجليزية)
- لويس إنريكي على موقع أول ميوزيك (الإنجليزية)
- لويس إنريكي على موقع ديسكوغز (الإنجليزية)